# The 7th Voyage of Sinbad
The 7th Voyage of Sinbad (br: Simbad e a Princesa/pt: A 7.ª Viagem de Sinbad) é o título de um filme estadunidense lançado em 1958 pela Columbia Pictures, dirigido por Nathan H. Juran e foi o primeiro da trilogia de Simbad conceitualizada e animada por Ray Harryhausen (os outros foram The Golden Voyage of Sinbad e Sinbad and the Eye of the Tiger).